# سبرية رام
سبرية رام (الاسم العلمي:Sapria ram) هي نوع غير مؤكد من النباتات تتبع جنس السبرية من الفصيلة الرافليسية.